# هربرت برجیس
هربرت برجیس (به انگلیسی: Herbert Burgess) زادهٔ ۱ ژانویه ۱۸۸۳ بازیکن فوتبال اهل انگلستان که سابقهٔ بازی در تیم ملی فوتبال انگلستان را در کارنامهٔ خود دارد. وی در تاریخ ۲۹ فوریه ۱۹۰۴ نخستین بازی ملی خود را در مقابل تیم ملی فوتبال ولز انجام داد و با حضور در ۴ بازی ملی، در تاریخ ۷ آوریل ۱۹۰۶ واپسین بازی ملی‌اش را در برابر تیم ملی فوتبال اسکاتلند برگزار کرد.